# ريتشارد جوردن
ريتشارد جوردن (بالإنجليزية: Richard Jordan)‏ (و. 1937 – 1993 م) هو ممثل، ومخرج مسرحي، وممثل مسرحي، وممثل تلفزيوني، من الولايات المتحدة الأمريكية، ولد في مدينة نيويورك، توفي في لوس أنجلوس، عن عمر يناهز 56 عاماً بسبب ورم المخ.

## التعليم
تعلم في جامعة هارفارد.

## وصلات خارجية
- ريتشارد جوردن على موقع IMDb (الإنجليزية)
- ريتشارد جوردن على موقع روتن توميتوز (الإنجليزية)
- ريتشارد جوردن على موقع ألو سيني (الفرنسية)
- ريتشارد جوردن على موقع تيرنر كلاسيك موفيز (الإنجليزية)
- ريتشارد جوردن على موقع أول موفي (الإنجليزية)
- ريتشارد جوردن على موقع قاعدة بيانات برودواي على الإنترنت (الإنجليزية)
- ريتشارد جوردن على موقع قاعدة بيانات الأفلام السويدية (السويدية)
- ريتشارد جوردن على موقع إن إن دي بي (الإنجليزية)
- ريتشارد جوردن على موقع قاعدة بيانات الفيلم (الإنجليزية)
- ريتشارد جوردن على موقع كينوبويسك (الروسية)